# Джеррі Таггарт
Джеррі Таггарт (англ. Gerry Taggart, нар. 18 жовтня 1970, Белфаст) — північноірландський футболіст, що грав на позиції центрального захисника, зокрема за клуби «Барнслі» та «Лестер Сіті», а також за національну збірну Північної Ірландії. По завершенні ігрової кар'єри — тренер.

## Клубна кар'єра
У дорослому футболі дебютував 1989 року виступами за «Манчестер Сіті», в якому провів один сезон, за результатами якого команда виграла другий англійський дивізіон і повернулася в еліту англійського футболу.
Утім, провівши в елітному дивізіоні на початку сезону 1989/90 лише одну гру, молодий захисник повернувся до виступів на рівні другого за силою англійського дивізіону, приєднавшись до «Барнслі». Відразу став основним центральним захисником, провівши у цьому статусі п'ять з половиною сезонів, доку влітку 1995 не був запрошений до вищолігового «Болтон Вондерерз». Вже за рік із новою командою понизився в класі до другого дивізіону, а ше за рік повернувся до Прем'єр-ліги.
1998 року уклав контракт з клубом «Лестер Сіті», у складі якого провів наступні п'ять з половиною років своєї кар'єри гравця, здебільшого у Прем'єр-лізі, щоправда не завжди маючи статус основного гравця.
Протягом 2003—2006 років захищав кольори друголігового «Сток Сіті», а завершував ігрову кар'єру в нижчоліговому «Тамворті», за який виступав протягом 2007 року.

## Виступи за збірну
1990 року дебютував в офіційних матчах у складі національної збірної Північної Ірландії. Довгий час був основним центральним захисником національної команди, доки 1998 року на її тренерський місток не прийшов Лоурі Макменемі, який Таггарта до лав збірної не викликав. За наступного головного тренера північноірландців Семмі Макілроя повернувся до національної команди і провів декілька матчів за неї на початку 2000-х. Загалом за кар'єру провів у її формі 51 матч, забивши 7 голів.

## Кар'єра тренера
Відразу ж по завершенні кар'єри гравця 2007 року прийняв пропозицію стати асистентом Гарі Мексона у тренерському штабі «Лестер Сіті».
Згодом працював у тренерському штабі команди «Олдем Атлетик», де в 2010–2013 роках асистував Полу Дікову.

## Титули і досягнення
- Володар Кубка англійської ліги (1):

«Лестер Сіті»: 1999-2000